# چو سونگ کی
چو سونگ کی (به انگلیسی: Cho Sung-ki) نویسنده اهل کره جنوبی است.

## زندگی
چو سونگ کی در ۳۰ مارس ۱۹۵۱ در گوسونگ، Gyeongsang -دو، کره جنوبی به دنیا آمد. از دانشگاه ملی سئول و در رشته حقوق فارغ‌التحصیل شد. همچنین مدرک فوق لیسانس خود را از مدرسه الهیات پرسبیتری دریافت کرد. او در سال ۱۹۷۱ برنده مسابقه ادبی بهار جدید شد، با داستان کوتاهی به نام "Kaleidoscope" (Manhwagyeong)
محدودیت انسان
آنچه اساس بسیاری از آثار داستانی متنوع چو است، حس زندگی انسان به صورت محدود است. این حبس ممکن است به شکل ستم سیاسی مانند «آبشار بریل» (Buril pokpo)، یا خشونت فرهنگی مانند «شمن در زمان ما» (Uri sidaeui mudang) شکل بگیرد. سپس دوباره، ممکن است فرد در شبکه جاه طلبی و غرور خود گرفتار شود. اروتیسم، و همچنین شوخ‌طبعی و کنار هم قرار دادن تفسیر ذهنی و واقعیت‌های عینی، تکنیک‌های اصلی چو برای به چالش کشیدن حبس انسان هستند.

## آثار
رمان‌ها
- زنگ آزادی (Jayujong)،
- آشیانه خارها (Gasi dungji)،
- کمی سریعتر، با اندوه (Seulpeundeusi jogeum ppareuge)
- سرزمین بابا (Babaui nara)
- دوره کشورهای متخاصم (Jeonguk sideae)
- شمشیر سوزان عدن (Edenui bulkal)

داستان‌های کوتاه
- پادشاهان و سگ‌ها (Wanggwa gae)
- انیما یا اعترافات عجیب دربارهٔ زنان (Anima, hogeun yeoja-e gwanhan gieok)
- جاده معبد Tongdo (Tongdosa ganeun gil). خود

## جوایز
- مسابقه ادبی بهار جدید
- جایزه نویسنده امروز (۱۹۸۵)
- جایزه ادبی یی سانگ (۱۹۹۱)